# Olympische Sommerspiele 2024/Leichtathletik – Hochsprung (Männer)
Der Hochsprungwettkampf der Männer bei den Olympischen Spielen 2024 in Paris fand am 7. August 2024 und 10. August 2024 im Stade de France statt.
Im Finale sicherte sich Hamish Kerr aus Neuseeland die Goldmedaille mit einer erzielten Höhe von 2,36 m. Die Silbermedaille gewann der US-Amerikaner Shelby McEwen, der ebenfalls 2,36 m meisterte. Die Bronzemedaille ging an den Olympiasieger von 2020, Mutaz Essa Barshim aus Katar, mit einer übersprungenen Höhe von 2,34 m.

## Rekorde

### Bestehende Rekorde
| Weltrekord         | Javier Sotomayor (Kuba) | 2,45 m | Salamanca, Spanien     | 27. Juli 1993 |
| Olympischer Rekord | Charles Austin (USA)    | 2,39 m | Finale OS Atlanta, USA | 29. Juli 1996 |

Der bestehende olympische Rekord wurde bei diesen Spielen nicht erreicht. Am höchsten sprangen der Olympiasieger Hamish Kerr aus Neuseeland und Shelby McEwen aus den USA im Finale am 10. August 2024. Beide erzielten eine Höhe von 2,36 m und blieben damit jeweils zwei Zentimeter unter dem olympischen Rekord. Den Weltrekord verfehlten sie um neun Zentimeter.

### Rekordegalisierungen/-verbesserungen
Bei diesen Spielen wurde ein Regionalrekord egalisiert:
- Ozeanischer Rekord: 2,36 m (Egalisierung) – Hamish Kerr (Neuseeland) – Finale am 10. August, erster Versuch[4]

## Legende
| –  | verzichtet               |
| o  | übersprungen             |
| x  | ungültig                 |
| NM | Kein Ergebnis            |
| AR | Regionalrekord           |
| PB | Persönliche Bestleistung |
| SB | Saisonrekord             |
| q  | fürs Finale qualifiziert |

## Ergebnisse

### Qualifikation
7. August 2024, 10:05 Uhr (MEZ)
Die Athleten traten zu einer Qualifikationsrunde in zwei Gruppen an. Zwölf Athleten qualifizierten sich mit einer übersprungenen Höhe von 2,24 m für das Finale.
| Rang | Gruppe | Athlet               | Nation             | 2,15 m | 2,20 m | 2,24 m | 2,27 m | Höhe   | Anmerkung |
| ---- | ------ | -------------------- | ------------------ | ------ | ------ | ------ | ------ | ------ | --------- |
| 1    | A      | Shelby McEwen        | Vereinigte Staaten | o      | –      | o      | o      | 2,27 m | q         |
| 2    | B      | Hamish Kerr          | Neuseeland         | o      | xxo    | xo     | o      | 2,27 m | q         |
| 3    | A      | Mutaz Essa Barshim   | Katar              | o      | o      | o      | xo     | 2,27 m | q         |
| 3    | A      | Woo Sang-hyeok       | Südkorea           | o      | o      | o      | xo     | 2,27 m | q         |
| 5    | A      | Ryōichi Akamatsu     | Japan              | o      | o      | xxo    | xo     | 2,27 m | q, SB     |
| 6    | A      | Stefano Sottile      | Italien            | o      | o      | o      | xxx    | 2,24 m | q         |
| 6    | B      | Gianmarco Tamberi    | Italien            | –      | o      | o      | xxx    | 2,24 m | q         |
| 8    | B      | Romaine Beckford     | Jamaika            | o      | xo     | o      | xxx    | 2,24 m | q         |
| 9    | A      | Brian Raats          | Südafrika          | o      | xxo    | o      | xxx    | 2,24 m | q         |
| 9    | A      | Jan Štefela          | Tschechien         | o      | xxo    | o      | xxx    | 2,24 m | q         |
| 11   | B      | Oleh Doroschtschuk   | Ukraine            | o      | o      | xo     | xxx    | 2,24 m | q         |
| 12   | B      | Tichomir Iwanow      | Bulgarien          | o      | xo     | xo     | xxx    | 2,24 m | q         |
| 13   | B      | Brandon Starc        | Australien         | xxo    | xo     | xo     | xxx    | 2,24 m | SB        |
| 14   | A      | Luis Zayas           | Kuba               | o      | o      | xxo    | xxx    | 2,24 m |           |
| 15   | A      | Luís Castro          | Puerto Rico        | o      | o      | xxx    |        | 2,20 m |           |
| 15   | B      | Fernando Ferreira    | Brasilien          | o      | o      | xxx    |        | 2,20 m |           |
| 15   | B      | Erick Portillo       | Mexiko             | o      | o      | xxx    |        | 2,20 m |           |
| 15   | A      | Edgar Rivera         | Mexiko             | o      | o      | xxx    |        | 2,20 m |           |
| 19   | B      | Thomas Carmoy        | Belgien            | o      | xo     | xxx    |        | 2,20 m |           |
| 19   | B      | JuVaughn Harrison    | Vereinigte Staaten | o      | xo     | xxx    |        | 2,20 m |           |
| 19   | A      | Wang Zhen            | China              | o      | xo     | xxx    |        | 2,20 m |           |
| 22   | A      | Alperen Acet         | Türkei             | xxo    | xo     | xxx    |        | 2,20 m |           |
| 23   | B      | Yual Reath           | Australien         | o      | xxo    | xxx    |        | 2,20 m |           |
| 23   | B      | Tomohiro Shinno      | Japan              | o      | xxo    | xxx    |        | 2,20 m |           |
| 25   | B      | Sarvesh Anil Kushare | Indien             | o      | xxx    |        |        | 2,15 m |           |
| 25   | A      | Wladyslaw Lawskyj    | Ukraine            | o      | xxx    |        |        | 2,15 m |           |
| 27   | B      | Joel Baden           | Australien         | xo     | xxx    |        |        | 2,15 m |           |
| 28   | A      | Vernon Turner        | Vereinigte Staaten | xxo    | xxx    |        |        | 2,15 m |           |
|      | A      | Donald Thomas        | Bahamas            | xxx    |        |        |        | NM     |           |
|      | B      | Tobias Potye         | Deutschland        | xxx    |        |        |        | NM     |           |
|      | B      | Andrij Prozenko      | Ukraine            | xxx    |        |        |        | NM     |           |

### Finale
10. August 2024, 19:00 Uhr Ortszeit (MEZ)
| Rang | Name               | Nation             | Finale | Finale | Finale | Finale | Finale | Finale | Finale | Finale | Finale | Finale | Höhe   | Anmerkung |
| Rang | Name               | Nation             | 2,17 m | 2,22 m | 2,27 m | 2,31 m | 2,34 m | 2,36 m | 2,38 m | 2,38 m | 2,36 m | 2,34 m | Höhe   | Anmerkung |
| ---- | ------------------ | ------------------ | ------ | ------ | ------ | ------ | ------ | ------ | ------ | ------ | ------ | ------ | ------ | --------- |
| 1    | Hamish Kerr        | Neuseeland         | o      | o      | o      | xxo    | o      | o      | xxx    | x      | x      | o      | 2,36 m | =AR       |
| 2    | Shelby McEwen      | Vereinigte Staaten | o      | o      | o      | o      | xxo    | o      | xxx    | x      | x      | x      | 2,36 m | PB        |
| 3    | Mutaz Essa Barshim | Katar              | –      | o      | o      | o      | o      | xx-    | x      |        |        |        | 2,34 m | SB        |
| 4    | Stefano Sottile    | Italien            | o      | o      | o      | xo     | o      | xxx    |        |        |        |        | 2,34 m | PB        |
| 5    | Ryōichi Akamatsu   | Japan              | o      | o      | xo     | o      | xxx    |        |        |        |        |        | 2,31 m | PB        |
| 6    | Oleh Doroschtschuk | Ukraine            | o      | o      | xo     | xo     | xxx    |        |        |        |        |        | 2,31 m | PB        |
| 7    | Woo Sang-hyeok     | Südkorea           | o      | o      | xo     | xxx    |        |        |        |        |        |        | 2,27 m |           |
| 8    | Tichomir Iwanow    | Bulgarien          | xo     | o      | xo     | xxx    |        |        |        |        |        |        | 2,27 m | SB        |
| 9    | Jan Štefela        | Tschechien         | xxo    | o      | xxx    |        |        |        |        |        |        |        | 2,22 m |           |
| 10   | Romaine Beckford   | Jamaika            | o      | xo     | xxx    |        |        |        |        |        |        |        | 2,22 m |           |
| 11   | Gianmarco Tamberi  | Italien            | –      | xxo    | xxx    |        |        |        |        |        |        |        | 2,22 m |           |
| 12   | Brian Raats        | Südafrika          | o      | xxx    |        |        |        |        |        |        |        |        | 2,17 m |           |

Das Wettkampffinale wurde von einem spannenden Duell um die Goldmedaille und weiteren dramatischen Entwicklungen geprägt.
Nach der Qualifikationsrunde traten 12 Hochspringer im Finale an. Der Wettbewerb begann mit einer Einstiegshöhe von 2,17 m, die von allen Teilnehmern erfolgreich gemeistert wurde.
Der italienische Titelverteidiger und Weltmeister, Gianmarco Tamberi, schied bereits bei einer Höhe von 2,27 m aus. Tamberi trat den Wettkampf bedauerlicherweise unter außergewöhnlich schwierigen Bedingungen an. Nur wenige Tage vor dem Finale gab er seine akute Nierenkolik und seinen schmerzhaften körperlichen Zustand bekannt. Seine Einstiegshöhe von 2,22 m überwand er im dritten Versuch, nachdem er die Latte zweimal gerissen hatte, scheiterte jedoch schließlich beim nächsten Durchgang.
Bei einer aufgelegten Höhe von 2,34 m waren nur noch die Hälfte der Sportler im Wettkampf. Sowohl der US-Amerikaner Shelby McEwen als auch der Olympiasieger von 2020, Mutaz Essa Barshim aus Katar, waren bis dahin ohne Fehlversuch geblieben. Der Ukrainer Oleh Doroschtschuk zählte in den beiden vorherigen Durchgängen je einen Fehler, der Japaner Ryōichi Akamatsu patzte bei seinem ersten Versuch bei einer Höhe von 2,27 m. Auch der Italiener Stefano Sottile blieb bis dahin nicht fehlerfrei und überquerte die Höhe von 2,31 m bei seinem zweiten Versuch. Hamish Kerr aus Neuseeland riss die Latte in dieser Höhe sogar zweimal und überquerte die 2,31 m schließlich bei seinem dritten Versuch.
Kerr, Barshim und Sottile überquerten die Höhe von 2,34 m mit ihrem jeweils ersten Versuch. McEwen riss zweimal und erledigte die 2,34 m schließlich im dritten Anlauf. Sowohl Akamatsu als auch Doroschtschuk schafften die Höhe von 2,34 m nicht und platzierten sich so auf den fünften und sechsten Rang.
Somit setzte der Wettbewerb sich mit vier Teilnehmern bei einer Höhe von 2,36 m fort. Sottile verfehlte die Höhe bei allen drei Versuchen und verpasste somit auf dem vierten Platz knapp die Medaille. Barshim hatte bei der aufgelegten Höhe bereits zwei Fehlversuche und sparte sich schließlich den verbleibenden Versuch für die nächste Höhe auf. Kerr und McEwen meisterten die 2,36 m im jeweils ersten Versuch.
Nun ging es über 2,38 m, die letztaufgelegte Höhe des Wettkampfs. Keiner der Athleten meisterte diese Höhe erfolgreich. Damit platzierte sich Barshim auf den dritten Platz und gewann Bronze.
Kerr und McEwen lagen gleichauf an der Spitze, weshalb schließlich ein Stechen über Gold und Silber entscheiden musste. Ihre jeweiligen Sprünge über 2,38 und 2,36 m gelangen beiden Athleten nicht. Während McEwen ebenfalls bei seinem Sprung über 2,34 m scheiterte, meisterte Kerr diese Höhe und gewann damit Gold. Die Silbermedaille ging somit an den Sportler aus den USA, Shelby McEwen.
Hamish Kerrs Sieg war nicht nur Einstellung des ozeanischen Rekords, sondern auch ein historischer Erfolg für sein Land, denn er markierte den ersten olympischen Hochsprungtitel für Neuseeland.